# Santa Cristina do Couto
A Freguesia de Santa Cristina do Couto foi uma freguesia portuguesa do Município de Santo Tirso, que tinha 7,79 km² de área e 4 064 habitantes (2011), e, por isso, uma densidade populacional de 521,7 h/km².
Foi extinta em 2013, no âmbito de uma reforma administrativa nacional, tendo o seu território sido anexado às freguesias de Santo Tirso, São Miguel do Couto e Burgães, para formar uma nova freguesia denominada União das Freguesias de Santo Tirso, Couto (Santa Cristina e São Miguel) e Burgães com a sede em Santo Tirso.

## População
| População da freguesia de Couto (Santa Cristina) | População da freguesia de Couto (Santa Cristina) | População da freguesia de Couto (Santa Cristina) | População da freguesia de Couto (Santa Cristina) | População da freguesia de Couto (Santa Cristina) | População da freguesia de Couto (Santa Cristina) | População da freguesia de Couto (Santa Cristina) | População da freguesia de Couto (Santa Cristina) | População da freguesia de Couto (Santa Cristina) | População da freguesia de Couto (Santa Cristina) | População da freguesia de Couto (Santa Cristina) | População da freguesia de Couto (Santa Cristina) | População da freguesia de Couto (Santa Cristina) | População da freguesia de Couto (Santa Cristina) | População da freguesia de Couto (Santa Cristina) |
| ------------------------------------------------ | ------------------------------------------------ | ------------------------------------------------ | ------------------------------------------------ | ------------------------------------------------ | ------------------------------------------------ | ------------------------------------------------ | ------------------------------------------------ | ------------------------------------------------ | ------------------------------------------------ | ------------------------------------------------ | ------------------------------------------------ | ------------------------------------------------ | ------------------------------------------------ | ------------------------------------------------ |
| 1864                                             | 1878                                             | 1890                                             | 1900                                             | 1911                                             | 1920                                             | 1930                                             | 1940                                             | 1950                                             | 1960                                             | 1970                                             | 1981                                             | 1991                                             | 2001                                             | 2011                                             |
| 497                                              | 578                                              | 574                                              | 699                                              | 801                                              | 945                                              | 1 002                                            | 1 518                                            | 2 139                                            | 2 678                                            | 2 436                                            | 3 280                                            | 3 445                                            | 3 923                                            | 4 064                                            |

No censo de 1940 figura como Santa Cristina do Couto
| Distribuição da População por Grupos Etários | Distribuição da População por Grupos Etários | Distribuição da População por Grupos Etários | Distribuição da População por Grupos Etários | Distribuição da População por Grupos Etários | Distribuição da População por Grupos Etários | Distribuição da População por Grupos Etários | Distribuição da População por Grupos Etários | Distribuição da População por Grupos Etários | Distribuição da População por Grupos Etários |
| -------------------------------------------- | -------------------------------------------- | -------------------------------------------- | -------------------------------------------- | -------------------------------------------- | -------------------------------------------- | -------------------------------------------- | -------------------------------------------- | -------------------------------------------- | -------------------------------------------- |
| Ano                                          | 0-14 Anos                                    | 15-24 Anos                                   | 25-64 Anos                                   | > 65 Anos                                    |                                              | 0-14 Anos                                    | 15-24 Anos                                   | 25-64 Anos                                   | > 65 Anos                                    |
| 2001                                         | 579                                          | 617                                          | 2 243                                        | 484                                          |                                              | 14,8%                                        | 15,7%                                        | 57,2%                                        | 12,3%                                        |
| 2011                                         | 543                                          | 432                                          | 2 367                                        | 722                                          |                                              | 13,4%                                        | 10,6%                                        | 58,2%                                        | 17,8%                                        |

Média do País no censo de 2001:  0/14 Anos-16,0%; 15/24 Anos-14,3%; 25/64 Anos-53,4%; 65 e mais Anos-16,4%
Média do País no censo de 2011:   0/14 Anos-14,9%; 15/24 Anos-10,9%; 25/64 Anos-55,2%; 65 e mais Anos-19,0%

## Património
- Casa e Quinta de Dinis de Cima
- Quinta da Igreja
- Quinta das Chinesas

## Colectividades
- ABCD
- AD Tarrio
- Amigisc (Associação Amigos de Santa Cristina Grupo de Intervenção Social e Cívica)
- Grupo Folclórico de Santa Cristina
- Grupo Folclórico Infantil e Juvenil da Ermida